# Liste der Bodendenkmale in Magdeburg
In der Liste der Bodendenkmale in Magdeburg sind alle Bodendenkmale der Stadt Magdeburg und ihrer Stadtteile aufgelistet. Grundlage ist die Auflistung von Johannes Schneider aus dem Jahr 1986 und die Veröffentlichung der Landesdenkmalliste mit Stand vom 25. Februar 2016. Die Baudenkmale sind in der Liste der Kulturdenkmale in Magdeburg aufgeführt.
| Denkmal-ID | Fundart             | Ortsteil                             | Bezeichnung                                               | Zeitstellung       | Lage                                                                                  | Bemerkungen | Bild                   |
| ---------- | ------------------- | ------------------------------------ | --------------------------------------------------------- | ------------------ | ------------------------------------------------------------------------------------- | --- | ---------------------- |
| 428302107  | Befestigung         | Herrenkrug                           | Befestigung                                               | undatiert          | nördlich der Herrenkrugwiese „Mauseburg“ ()                                           | |                        |
| ?          | Grabmal > Grabhügel | Klein Ottersleben                    | Grabhügel „Mühlenhügel“                                   |                    | Westlicher Ortsausgang (Lage)                                                         | |                        |
| ?          | Grabmal > Grabhügel | Klein Ottersleben                    | Grabhügel „Hünengrab Ottersleben“                         |                    | Westlich auf dem Gebiet der Wertstoffanlage (Lage)                                    | östlich der A 14, die prähistorische Grabanlage ist nicht mehr vorhanden |                        |
| ?          | Grabmal > Grabhügel | Klein Ottersleben                    | Grabhügel                                                 |                    | Westlich vor dem Gebiet der Wertstoffanlage (Lage)                                    | östlich der A 14 |                        |
| 428302109  | Befestigung         | Magdeburg-Altstadt                   | Befestigung Turm Cleve                                    | Mittelalter        | Turm „Cleve“ Park am Fürstenwall (Lage)                                               | Turm ‚Cleve‘ im Jahr 2010 zusammen mit umgebenden Festungsanlagen freigelegt. | Bastion Cleve mit Turm |
| 428302112  | Befestigung         | Magdeburg-Mitte                      | Befestigung                                               | Mittelalter        | Am Sudenburger Tor, Friedensplatz ()                                                  | |                        |
| 428302110  | Befestigung         | Magdeburg-Mitte                      | Befestigung                                               | Neuzeit (ab ~1500) | südlicher Teil Klosterbergegarten ()                                                  | |                        |
| 428302108  | Befestigung         | Magdeburg-Mitte                      | Befestigung                                               | Mittelalter        | „Lukasklause“ (Lage)                                                                                      | |                        |
| 428302113  | Befestigung         | Magdeburg-Mitte                      | Befestigung                                               | undatiert          | Ehemaliges Kasernengelände ()                                                         | |                        |
| 428302111  | Befestigung         | Magdeburg-Mitte                      | Befestigung                                               | undatiert          | auf der Nordspitze des Werders gelegen (Elbinsel) ()                                  | |                        |
| ?          |                     | Magdeburg-Mitte                      | Dom, Kloster Unserer Lieben Frauen, überbaute Burganlagen |                    | (Lage)                                                                                | Ausgrabungen 1981/82 |                        |
| ?          |                     | Magdeburg-Neustadt (früher Barleben) | Abgetragene Höhenburg „Wartenberg“                        |                    | Nordöstlich von Barleben (Lage)                                                       | |                        |
| ?          |                     | Magdeburg-Neustadt                   | Grabhügel „Großer Silberberg“                             |                    | Nördlich der Stadt (Lage)                                                             | |                        |
| ?          |                     | Magdeburg-Neustadt                   | Grabhügel „Kleiner Silberberg“                            |                    | Nördlich der Stadt (Lage)                                                             | |                        |
| ?          |                     | Magdeburg-Neustadt                   | Grabhügel „Pfahlberg“                                     |                    | Nördlich von Birkenweiler (Lage)                                                      | Ausgrabung 1984/85 durch Kulturhistorisches Museum Magdeburg |                        |
| 428302114  | Befestigung > Burg  | Pechau                               | Burgwall Altes Dorf                                       | Mittelalter        | südöstlich des Orts, Altes Dorf (Wasserburg), Südost-Rand von Pechau, Burgwall (Lage) | slawischer Burgwall | Altes Dorf             |
| ?          |                     | Prester                              | Abgetragener Burgwall                                     |                    | Höhenlage, Südende des Orts (Lage)                                                    | |                        |
| 428302115  | Befestigung > Wall  | Randau                               | Burgwall                                                  | undatiert          | O am Rand vom Ort „Der Göbsch“ ()                                                     | |                        |
| 428310242  | Befestigung         | Randau                               | Graben                                                    | undatiert          | am östlichen Ortsrand ()                                                              | Bis zu ca. 10 m breiter Graben, der jedoch verlandet ist. Der Graben befindet sich nahe am Grundstück: Dorfstraße 35. Vielleicht gehört der Graben zur alten Dorfbefestigung. Das Gelände steigt am Ortsrand deutlich an. |                        |